# Accor Arena
Accor Arena (początkowo Palais Omnisports de Paris-Bercy, dawniej znana jako AccorHotels Arena, podczas zawodów w których niedozwolone są nazwy partnerskie używa się nazwy Bercy Arena) – hala sportowo-widowiskowa w Paryżu we Francji. Została zaprojektowana przez zespół architektów: Andraulta-Parata, Prouvé'a, Guvana i otwarta w 1984 roku. Jej pojemność wynosi od 7000 do 20 000.
W hali odbywa się turniej tenisowy BNP Paribas Masters, a w przeszłości europejskie mistrzostwa gimnastyczne (2000), finałowe mecze koszykarskiej Euroligi oraz WWE Raw w 2008 roku (pierwsze wydarzenie WWE we Francji). W obiekcie można rozgrywać zawody lekkoatletyczne – hala dwukrotnie gościła halowe mistrzostwa świata (w 1985 i 1997) oraz halowe mistrzostwa Europy (w 1994 i 2011).

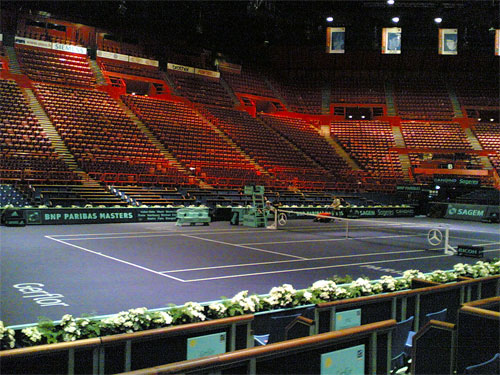
Wnętrze Bercy podczas Paribas Masters

Wśród artystów, którzy wystąpili w Palais Omnisports de Paris-Bercy są m.in.: Garou, U2, Lady Gaga Mylène Farmer, Muse, Janet Jackson, Destiny’s Child, Madonna, Bruce Springsteen, Iron Maiden, CD9, The Cure, Radiohead, Oasis, Kiss, Whitney Houston, Shania Twain, Beyoncé, Ariana Grande, AC/DC, The Cranberries, Shakira, Dire Straits, Spice Girls, Céline Dion, Depeche Mode, Kylie Minogue, Britney Spears, R.E.M., The Smashing Pumpkins, Marilyn Manson, Gwen Stefani, Daft Punk, Björk, Mariah Carey, Pink, Christina Aguilera, Violetta, Korn, Rammstein, Johnny Hallyday, Justin Timberlake, Cher, The Rolling Stones, Green Day, Metallica, Pearl Jam, Deep Purple, Tina Turner, Barbra Streisand, Guns N’ Roses, Fairuz, OV7, Red Hot Chili Peppers, Zazie, Coldplay, The Who, Youssou N’Dour, Lionel Richie i Jean-Michel Jarre. Zespół AC/DC miał wystąpić na Bercy 25 lutego 2009 roku, jednak po tym jak bilety rozeszły się w niecałe dwie minuty, na 27 lutego zaplanowano kolejny koncert. Na arenie również wystąpił południowo-koreański boysband BTS. W arenie nagrane zostały również DVD: Beneath the Skin The Cranberries, One Night in Paris Depeche Mode, Soulmates Never Die (Live in Paris 2003) Placebo, Live in Paris Lionela Richiego, Mylène Farmer oraz iNNOCENCE + eXPERIENCE – Live in Paris grupy U2 (2015)
W 2017 odbyły się Mistrzostwa Świata Elity w Hokeju na lodzie, hala była również gospodarzem meczów w trakcie Mistrzostw Świata w Piłce Ręcznej Mężczyzn 2017.
Podczas Letnich Igrzysk Olimpijskich 2024 w budynku odbędą się konkurencje gimnastyczne oraz finały turnieju koszykówki.